# Stephen Jackson
Stephen Jesse Jackson (Port Arthur, Teksas, 5. travnja 1978.) američki je profesionalni košarkaš. Igra na poziciji niskog krila, a trenutačno je član NBA momčadi Charlotte Bobcatsa. Izabran je u 2. krugu (43. ukupno) NBA drafta 1997. od strane Phoenix Sunsa. 

## Životopis
Kada je odrastao, Jackson je radio u djedovom restoranu kao perač suđa. Prije nego što se premjestio na Oak Hill Academy i dobio priznanje u All-American, Jackson je pohađao srednju školu Lincoln High School u Port Arthuru. Bio je prvi strijelac McDonald's All-American utakmice 1996. na kojoj su igrale i buduće NBA zvijezde poput Kobea Bryanta, Jermainea O'Neala i Tima Thomasa. Nakon završetka srednje škole karijeru je htio nastaviti na sveučilištu Arizona, ali ondje je proglašen akademski nepodobnim. Jedan semestar proveo je na Butler Community Collegeu, te se odlučio prijaviti na draft. 
Izabran je kao 43. izbor NBA drafta 1997. od strane Phoenix Suns, ali je odmah prije početka sezone otpušten iz kluba. Nakon toga u sljedeće dvije sezone nastupao je za momčad La Crosse Bobcatse u CBA ligi, Sydney Kingse u australskoj National Basketball League, a profesionalno je još igrao u Venezueli i Dominikanskoj Republici. 

### New Jersey Nets
Jackson do 2000./01. nije odigrao niti jednu NBA utakmicu i ova mu se službeno brojila kao rookie sezone. Odigrao je 77 utakmica, do čega 44 u startnoj petorci te u prosjeku postizao 8.2 poena po utakmici. Jackson je izabran u momčad rookieja u utakmici protiv igrača druge godine na NBA All-Star vikendu 2001. godine. Na toj utakmici postigao je 8 poena, 5 skokova, 4 asistencije i 3 ukradene lopte. 

### San Antonio Spurs
Prije početka sezone 2001./02. potpisao je za San Antonio Spurse. Nakon, na neki način uspješne rookie sezone, Jacksona su uhvatile ozljede i propustio je 45 utakmica, a time su pala i očekivanja od momčadi. Tijekom sezone je prosječno postizao 3.9 poena i 1.2 skoka za nešto manje od 10 minuta u igri. U druogj sezoni potpunuo se oprovaio od ozljeda i postao ključnim kotačićem u sistemu Gregga Popovicha. Odigrao je 80 utakmica, od čega 58 u startnoj petorci i prosječno postizao 11.8 poena, 3.5 skokova i 2.3 asistencije za nešto manje od 30 minuta u igri. U doigravanju 2003. popravio je svoju statistiku u odnosu na regularnu sezonu te s 12.8 poena bio treći strijelac Spursa u osvajanju svog prvog, odnosno drugog naslova u povijesti franšize.   

### Atlanta Hawks
Na kraju sezone kao igrač s NBA prstenom, Jackson je postao slobodan igrač. Spursi su mu ponudili produžetak ugovora na još tri godine za 10 miliuna dolara, ali on ih je odbio. Umjesto toga potpisao je ugovor s Atlanta Hawksima. U prvoj i na kraju jedinoj sezoni u Hawksima, Jackson je odigrao tadašnju najbolju sezonu u karijeri. Prosječno je postizao 18.1 poen, 4.6 skokova i 3.1 asistenciju, te je tijekom cijele sezone propustio samo dvije utakmice. 12. ožujka 2004. postavio je učinak karijere od 42 poena protiv Washington Wizardsa. Jackson je od završetka All-Star pauze do kraja sezone prosječno postizao 24.0 poena, 5.5 skokova, 3.5 asistencija i 2.2 ukradene lopte po utakmici. Tijekom tog perioda nalazio se na 6. mjestu najboljih strijelaca NBA lige.
Jackson je nakon završetka sezone 2003./04. u opciji sign-and-trade (s Hawksima potpisao šestogodišnji ugovor vrijedan 38 milijuna dolara) mijenjan u Indiana Pacerse, dok je u Atlantu stigao krilni centar Al Harrington.

### Indiana Pacers
U prvoj sezonu kao igrač Pacersa, Jacskon je projsečno postizao 18.7 poena, 4.9 skokova i 2.3 asistencije po utakmici. Kažnjen s 30 utakmica neigranja zbog sudjelovanja u zloglasnoj tučnjavi s publikom u Detroitu. Za to vrijeme, s još 3 njegova suigrača posjetio je školu za djecu i mlade s poteškoćama u razvoju u Indiani. Donirao je razno razne predmete, među kojima je televizija s velikim zaslonom. Nakon odrađene suspenzije, Jackson je u sljedećih 22 utakmice postizao 21.7 poena po utakmici. 
Još jedna obećavajuća sezona Indiane u doigravanju upropašena je suspenzijom Rona Artesta. Jackson je u prvom krugu doigravanja protiv Boston Celticsa prosječno postizao 18.9 poena po utakmici. U sljedećem krugu izgubili su od Detroit Pistonsa, a Jackson je s 16.1 poenom bio prvi strijelac momčadi. U sezoni 2005./06. odigrao je 81 utakmicu i prosječno postizao 16.4 poena, 3.9 skokova i 2.8 asistencija po utakmici. Impreisvnu utakmicu odigrao je sredinom sezone protiv Sacramento Kingsa kada je pogodio četiri uzastopne trice. U doigravanju su tijekom travnja njegove brojke porasle na 20.2 poena po utakmici. 
U listopadu 2006. Jackon je zajedno tri suigrača ( Jamaal Tinsley, Marquis Daniels i Jimmie Hunter) sudjelovao u incidentu izvan noćnog kluba. Prema pisanju medija 
košarkaši su navodno u miru željeli napustiti klub, no slijedili su ih, nakon čega je Jackson udaren. S obzirom na to da su ga željeli i pregaziti, u svrhu samoobrane ispalio je iz svojeg pištolja nekoliko metaka u zrak.

### Golden State Warriros
17. siječnja 2007. Indiana Pacersi i Golden State Warriorsi, odlučili su se na zamjenu igrača u kojoj je Jackson zajedno s Šarūnasom Jasikevičiusom, Joshom Powelom i Alom Harringtonom otišao u Golden State u zamjenu za Mikea Dunleavya, Troya Murphya, Ikea Diogua i Keitha McLeoda.
U svom debiju u dresu Warriorsa, Jackson je postigao 29 poena, 7 skokova, 4 asistencije i 5 ukradenih lopti. Samo mjesec dana kasnije, u utakmici s Indiana Pacersima, Jackson je postigao 36 poena i odveo svoju momčad do vrijedne pobjede 113-98. Jackson je tijekom veljače 2007. godine, bio na prosjeku od 19.6 poena i 4.6 asistencija te je u posljednjoj utakmici sezone protiv Portland Trail Blazersa, pomogao momčadi doći do pobjede i ulaska u doigravanje po prvi puta u posljednjih 12 godina. U prvom krugu doigravanja, osmoplasirani Warriorsi iznenađjujuće su svladali prvoplasirane Dallas Maverickse te su time postali najveće iznenađenje doigravanja. Jackson je tijekom te serije bio čak dva puta izbačen iz igre, te je u odlučujućoj šestoj utakmici postigao 33, dok je sjajnom obranom Nowitzkog zadržao na samo 8 poena. Jackson je seriju završio s prosjekom od 22.8 poena, 4.5 skokova, 3.7 asistencija i 2 ukradene lopte. 
Na početku sezone 2007./08. Jackson je, zajedno s Baronom Davisom i Mattom Barnesom, izabran za kapetana momčadi. Jackson je te sezonu u razdoblju od 26. studenog do 2. prosinca prosječno postizao 23 poena, 5.5 skokova, 3.8 asistencija i 2.8 ukradenih lopti te je proglašen igračem tjedna Zapadne konferencije. Tijekom sezone 2008./09. Jackson je u tri od pet mogućih utakmica ostvario minimalno 30 poena i 10 asistencija čime je postao prvi igrač kojem je to uspjelo nakon LeBrona Jamesa i 2007. godine. Također je te iste sezone ostvario svoj prvi triple-double učinak u karijere postigavši 30 poena, 11 skokova i 10 asistencija. 31. ožujka 2009. Jackson se podvrgao zahtijevnoj operaciji uklanjanja hrskavice na koljenu te je sezonu završio s prosjekom od 20.7 poena, 5.1 skokova i 6.5 asistencija za 39.6 minuta u igri.

### Charlotte Bobcats
16. studenog 2009. Jackson je zajedno s Acieom Lawom mijenjan u Charlotte Bobcatse u zamjenu za Vladimira Radmanovića i Raju Bella. Iako je Jackson imao solidne nastupe za Warriorse, vlasnici su ga mijenjali upravo zbog njegovog lošeg ponašanja, brojnih uvreda koje je uputio treneru i koje su narušavale atmosferu u momčadi.

## NBA statistika

### Regularni dio
| Godina    | Klub         | Odig. uta. | Uta. poč. | Min. | 2P%  | 3P%  | Sl. bac.% | Skok. | Asist. | Ukr. lop. | Blok. | Poena |
| --------- | ------------ | ---------- | --------- | ---- | ---- | ---- | --------- | ----- | ------ | --------- | ----- | ----- |
| 2000./01. | New Jersey   | 77         | 40        | 21.6 | .425 | .335 | .719      | 2.7   | 1.8    | 1.1       | .2    | 8.2   |
| 2001./02. | San Antonio  | 23         | 1         | 9.9  | .374 | .250 | .706      | 1.1   | .5     | .6        | .1    | 3.9   |
| 2002./03. | San Antonio  | 80         | 58        | 28.2 | .435 | .320 | .760      | 3.6   | 2.3    | 1.6       | .4    | 11.8  |
| 2003./04. | Atlanta      | 80         | 78        | 36.8 | .425 | .340 | .785      | 4.6   | 3.1    | 1.8       | .2    | 18.1  |
| 2004./05. | Indiana      | 51         | 49        | 35.4 | .403 | .360 | .830      | 4.9   | 2.3    | 1.2       | .3    | 18.7  |
| 2005./06. | Indiana      | 81         | 81        | 35.9 | .411 | .345 | .786      | 3.9   | 2.8    | 1.3       | .5    | 16.4  |
| 2006./07. | Indiana      | 37         | 32        | 32.1 | .419 | .297 | .822      | 2.6   | 3.1    | .9        | .5    | 14.1  |
| 2006./07. | Golden State | 38         | 37        | 34.0 | .446 | .341 | .804      | 3.3   | 4.6    | 1.3       | .4    | 16.8  |
| 2007./08. | Golden State | 73         | 73        | 39.1 | .405 | .363 | .832      | 4.4   | 4.1    | 1.3       | .4    | 20.1  |
| 2008./09. | Golden State | 59         | 59        | 39.6 | .414 | .338 | .826      | 5.1   | 6.5    | 1.5       | .5    | 20.7  |
| Ukupno    |              | 599        | 508       | 32.5 | .418 | .341 | .801      | 3.8   | 3.2    | 1.3       | .3    | 15.4  |

### Doigravanje
| Godina    | Klub         | Odig. uta. | Uta. poč. | Min. | 2P%  | 3P%  | Sl. bac.% | Skok. | Asist. | Ukr. lop. | Blok. | Poena |
| --------- | ------------ | ---------- | --------- | ---- | ---- | ---- | --------- | ----- | ------ | --------- | ----- | ----- |
| 2002./03. | San Antonio  | 24         | 24        | 33.8 | .414 | .336 | .803      | 4.1   | 2.7    | 1.4       | .4    | 12.8  |
| 2004./05. | Indiana      | 13         | 13        | 36.3 | .393 | .317 | .817      | 3.8   | 2.2    | 1.9       | .5    | 16.1  |
| 2005./06. | Indiana      | 6          | 6         | 37.8 | .366 | .231 | .778      | 4.5   | 3.3    | .7        | .2    | 13.3  |
| 2006./07. | Golden State | 11         | 11        | 41.3 | .379 | .361 | .816      | 3.6   | 3.6    | 2.0       | .7    | 19.9  |
| Ukupno    |              | 54         | 54        | 36.4 | .394 | .328 | .810      | 4.0   | 2.9    | 1.6       | .4    | 15.1  |

## Vanjske poveznice
- Službena stranica  Arhivirana inačica izvorne stranice od 23. veljače 2009. (Wayback Machine)
- Profil na NBA.com
- Profil  Arhivirana inačica izvorne stranice od 25. studenoga 2015. (Wayback Machine) na Basketball-Reference.com